# Мексико (селище, Нью-Йорк)
Мексико (англ. Mexico) — селище (англ. village) в США, в окрузі Освіго штату Нью-Йорк. Населення — 1531 особа (2020).

## Географія
Мексико розташоване за координатами 43°27′55″ пн. ш. 76°13′57″ зх. д. / 43.46528° пн. ш. 76.23250° зх. д. (43.465218, -76.232574).  За даними Бюро перепису населення США в 2010 році селище мало площу 5,55 км², уся площа — суходіл.

## Демографія
Згідно з переписом 2010 року, у селищі мешкали 1624 особи в 662 домогосподарствах у складі 449 родин. Густота населення становила 292 особи/км².  Було 713 помешкання (128/км²).
Расовий склад населення:
| - 96,6 % — білих - 0,6 % — корінних американців - 0,4 % — азіатів - 0,3 % — чорних або афроамериканців |

До двох чи більше рас належало 1,9 %. Частка іспаномовних становила 1,7 % від усіх жителів.
За віковим діапазоном населення розподілялося таким чином: 26,7 % — особи молодші 18 років, 59,5 % — особи у віці 18—64 років, 13,8 % — особи у віці 65 років та старші. Медіана віку мешканця становила 38,2 року. На 100 осіб жіночої статі у селищі припадало 84,1 чоловіків;  на 100 жінок у віці від 18 років та старших — 81,8 чоловіків також старших 18 років.
Середній дохід на одне домашнє господарство  становив 64 428 доларів США (медіана — 51 111), а середній дохід на одну сім'ю — 75 938 доларів (медіана — 65 833). За межею бідності перебувало 21,2 % осіб, у тому числі 36,7 % дітей у віці до 18 років та 6,7 % осіб у віці 65 років та старших.
Цивільне працевлаштоване населення становило 692 особи. Основні галузі зайнятості: освіта, охорона здоров'я та соціальна допомога — 30,3 %, роздрібна торгівля — 13,2 %, виробництво — 11,7 %, транспорт — 10,4 %.